# 332

332(삼백삼십이)는 331보다 크고 333보다 작은 자연수다.

## 수학
- 합성수로, 그 약수는 1, 2, 4, 83, 166, 332이다. 진약수의 합은 256이므로, 332는 부족수다.
- {\displaystyle 332=6^{2}+10^{2}+14^{2}}
  - 공차가 4인 세 자연수의 제곱합으로 나타낼 수 있는 수다. 이 성질을 지닌 앞의 수는 275, 다음 수는 395다.

## 과학
- NGC 332(영어판): 물고기자리 방향에 있는 은하.

## 교통

### 철도
- 수도권 전철 3호선 동대입구역의 역번호.
- 대구 도시철도 3호선 건들바위역의 역번호.

### 도로
- 일본 332번 국도: 오키나와현 나하시 나하 공항에서 메이지바시(일본어판)까지 이어지는 일본의 국도.
- 현도 제332호선

## 군사
- U-332(영어판): 제2차 세계 대전에 사용된 나치 독일의 군용 잠수함.

## 문화유산
- 대한민국의 국보 제332호: 정선 정암사 수마노탑
- 대한민국의 보물 제332호: 하남 하사창동 철조석가여래좌상
- 대한민국의 사적 제332호: 울주 검단리 유적

## 방송
- KT HCN의 JEI 잉글리쉬 TV 채널 번호.

## 기타
- 연도: 332년, 기원전 332년